# Droga wojewódzka nr 717
Droga wojewódzka nr 717 (DW717) – dawna droga wojewódzka w województwie mazowieckim, w całości na terenie dzielnicy Ochota miasta stołecznego Warszawy. W kierunku zachodnim biegła w ciągu Alej Jerozolimskich od placu Zawiszy do ulicy Grzymały-Sokołowskiego. W kierunku wschodnim ruch poprowadzony był ulicą Niemcewicza do ulicy Grójeckiej. Do 1986 r. tym numerem była oznaczona obecna droga krajowa nr 50.
W 2019 roku na mocy uchwały sejmiku województwa trasa na całej długości została przeklasyfikowana na drogę powiatową.